# Lomatia gratiosa
Lomatia gratiosa är en tvåvingeart som beskrevs av Friedrich Hermann Loew 1869. Lomatia gratiosa ingår i släktet Lomatia och familjen svävflugor. Inga underarter finns listade i Catalogue of Life.